# Naučná stezka Pňovský luh
Naučná stezka Pňovský luh je zaměřená na krajinu, flóru a faunu lužního lesa v lokalitě Pňovský luh (též na historii oblasti), vede mezi obcí Pňov-Předhradí a levým břehem současného regulovaného toku Labe, také kolem jezera Pňov-Předhradí. Labe dříve výrazně meandrovalo a je zde proto řada slepých ramen a četné tůně, jezero Pňov-Předhradí vzniklo ve druhé polovině 20. století těžbou písku.

## Popis
K první regulaci Labe došlo již v letech 1818–1819 a mezi obcemi Klavary a Oseček byl tok narovnán víceméně do současné podoby. Později byly na novém toku provedeny ještě další úpravy břehů a dobudovány nové stavby, zejména zdymadlo Klavary a zdymadlo Velký Osek (30. a 40. léta 20. století). Zbytky původního řečiště jsou v okolí stále velmi dobře patrné a zdejší Pňovský luh tvoří společně s nedalekou národní přírodní rezervací Libický luh a přírodní rezervací Veltrubský luh (obě na druhém, pravém břehu Labe) největší a nejzachovalejší komplex lužních lesů v Čechách. Rozsáhlejší lužní lesy jsou jen na Moravě.
Významnou součástí trasy je též jezero Pňov-Předhradí, přímo na březích tohoto jezera jsou tři zastávky naučné stezky. Za první republiky bylo v místě dnešního jezera hřiště TJ Sokol Předhradí, které sloužilo jako letní cvičiště Sokola. Dále se zde nacházely dvě malé jámové pískovny (jedna byla později, v roce 1951, místním rybářským spolkem upravena na třecí rybník), louky a les. Říční terasa Labe se středními až jemnozrnnými písky s příměsí štěrkopísku zde má mocnost 10 až 20 metrů. Těžba písku ve větším rozsahu byla zahájena v 60. letech 20. století a nejprve ji provozovalo místní JZD Pňov.
V roce 1970 se provozovatelem pískovny stal oborový podnik Vojenské stavby Praha a těžba byla významně rozšířena. Písek byl použit nejen na menší stavby v okolí Kolína, Poděbrad a Nymburka, ale také na stavbu dálnice a metra. Těžba pokračovala do začátku 90. let. Během těžby zde byly rovněž objeveny sídelní struktury z raného středověku, které možná souvisí s nedalekým zaniklým středověkým hradištěm Oldříš, kterému se věnuje jedna zastávka naučné stezky.
Naučnou stezku vybudoval Český svaz ochránců přírody (Polabské ekocentrum ČSOP), slavnostní otevření stezky se uskutečnilo 31. srpna 2013. Tematicky se zaměřuje na přírodu, faunu a flóru lužních lesů (roste zde řad starých stromů a nachází mnoho tůní, které jsou pozůstatkem starého labského koryta), dále na historii a místopis oblasti, rovněž na vodohospodářství a stavby na Labi (zejména zdymadlo Velký Osek, kolem kterého naučná stezka prochází). Naučnou stezku lze navštívit celoročně, podle ročního období se mění zejména flóra, kterou lze vidět, např. na jaře zde kvetou velké porosty fialových dymnivek, žlutých orsejů a bílých sasanek. V létě kvetou na březích Labe zejména lekníny, žluté stulíky a šípatky.

## Trasa a zastavení

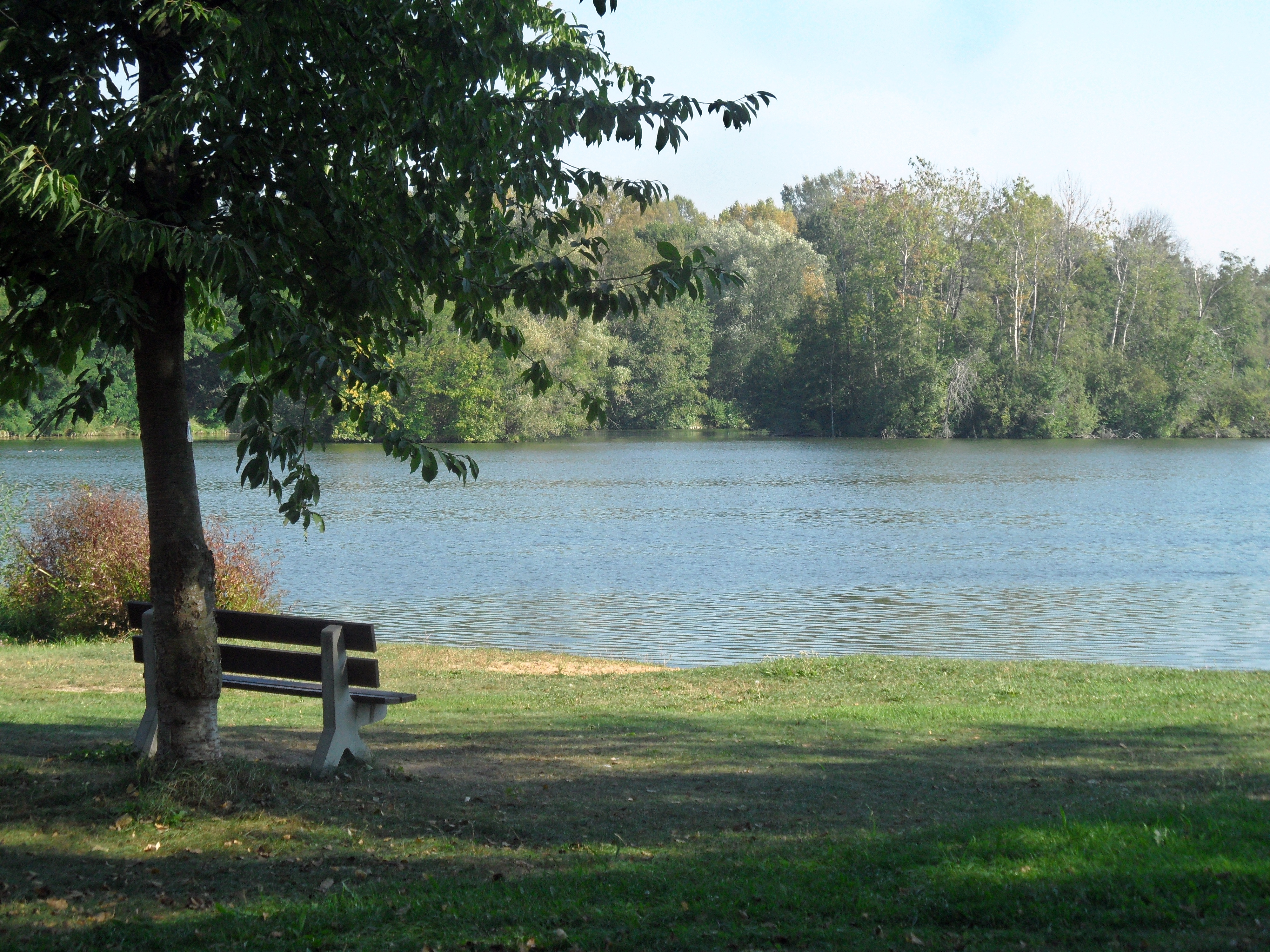
Začátek a konec NS je u JZ břehu jezera Pňov-Předhradí (u pláže).

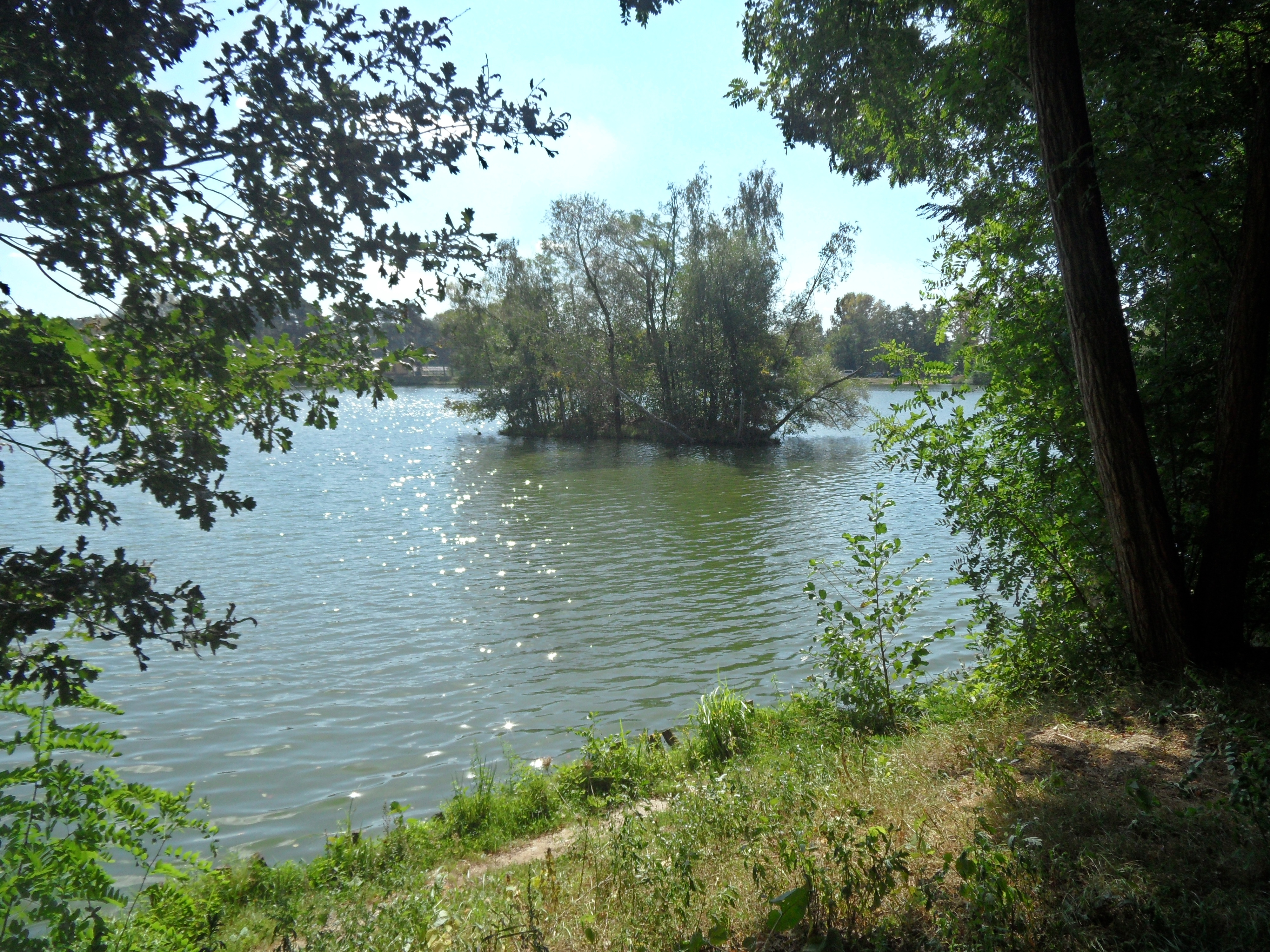
Poté NS pokračuje kolem SZ a severního břehu jezera.

Naučná stezka začíná a končí na jihozápadním břehu jezera Pňov-Předhradí, u pláže a kousek od sportovně rekreačního areálu (souřadnice první zastávky jsou 50°5′36″ s. š., 15°9′2″ v. d.). Délka okružní trasy je uváděna 8,5 kilometru nebo též 7,5 kilometru. Má celkem 11 zastavení, z toho devět jsou informační tabule a dvě interaktivní tabule. Trasa je určena pro pěší, ale část trasy je sjízdná také na kole, cyklisté se mohou v Osečku (kde je též přívoz na druhou, pravou stranu Labe) napojit na mezinárodní dálkovou Labskou cyklotrasu (nazývaná rovněž Labská stezka).

### Zastavení naučné stezky
Číslování zastavení je po směru hodinových ručiček, ale okružní trasu lze pochopitelně absolvovat též opačně nebo začít jinde. Od zastavení č. 1 trasa vede podél západního až severozápadního břehu jezera k zastávce č. 2 (Pískovna) u severního okraje jezera. Odtud pokračuje dále víceméně na sever k zastavení č. 3 (Labe a jeho povodí), která je nejsevernějším bodem celého okruhu. Odsud vede přibližně jižním směrem nejprve podél Labe, dále lužním lesem přes zastavení 4 a 5 (Zdymadlo a elektrárna; Tůň Židovka) k zastavení č. 6 (Fauna lužního lesa), které je nejjižnějším bodem trasy. 
Poté pokračuje přibližně jihozápadním směrem k zastavení č. 7 s torzem památného stromu Oldříšský dub a až k prvním domům v obci, po ulici K Hájovně se vrací nejprve východním směrem zpět do volné krajiny. Zbytek trasy vede severním a následně severozápadní směrem přes zastavení 8 a 9 (Flóra lužního lesa; Karasovo rameno) okolo mrtvých ramen Labe k zastavení 10 u archeologického naleziště a současně u nejjižnějšího okraje jezera. Odtud pokračuje podél jižního břehu a sportovně rekreačního areálu k poslednímu zastavení 11 s interaktivní tabulí a krátce poté zpět k výchozímu bodu. Na webu obce Pňov-Předhradí je detailní mapa naučné stezky se zakreslením polohy jednotlivých zastávek, zatímco na webu stezky.info je nejpodrobnější popis jednotlivých zastavení.
Zde je jejich stručný přehled:
- Zastavení 1: Obec Předhradí (historie obce a zaniklého raně středověkého hradiště Oldříš včetně pověstí).[7]
- Zastavení 2: Pískovna (historie vzniku pískovny a geologická historie místa; pověst o vodníkovi z Předhradí).[3]
- Zastavení 3: Labe a jeho povodí (včetně ryb, které v něm žijí). Odsud je jen asi 300 metrů k přívozu Oseček, který v letním období představuje alternativní možnost přístupu k trase okruhu.[1][8]
- Zastavení 4: Zdymadlo a elektrárna (zastavení u zdymadla Velký Osek): informace o výstavbě Labské vodní cesty a zdejším zdymadle a elektrárně.
- Zastavení 5: Tůň Židovka: informace o životě v lužním lese a unikátnosti zdejší přírody; pověst.
- Zastavení 6: Fauna lužního lesa.
- Zastavení 7: Obec Pňov: historie obce a také památného stromu Oldříšský dub, jehož torzo je zde uchováno pod přístřeškem (viz též fotografie); pověst o Oldřišském dubu.[9]
- Zastavení 8: Flóra lužního lesa; pověst o divoženkách.
- Zastavení 9: Karasovo rameno: vznik slepých labských ramen a změny toku řeky v minulosti; pověst o vodníkovi z Pňova.
- Zastavení 10: Poznáte nás podle stop? Interaktivní tabule nejen pro děti. Zastavení se současně nachází u archeologického naleziště zaniklého raně středověkého hradiště Oldříš.
- Zastavení 11: Poznáte rostliny a jejich plody? Interaktivní tabule nejen pro děti s otáčecími kartami.

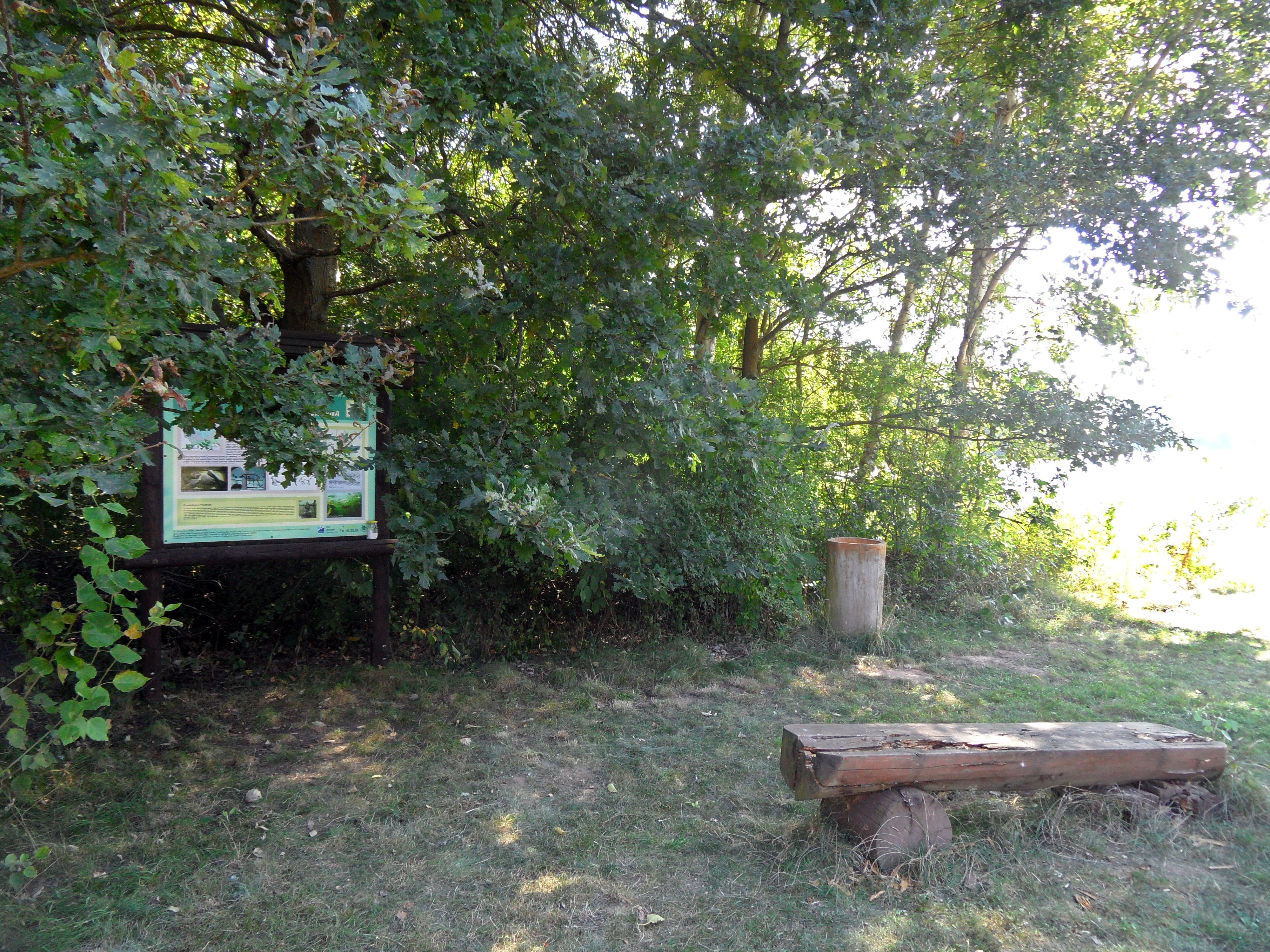
Zastavení 2 „Pískovna“ s informační tabulí
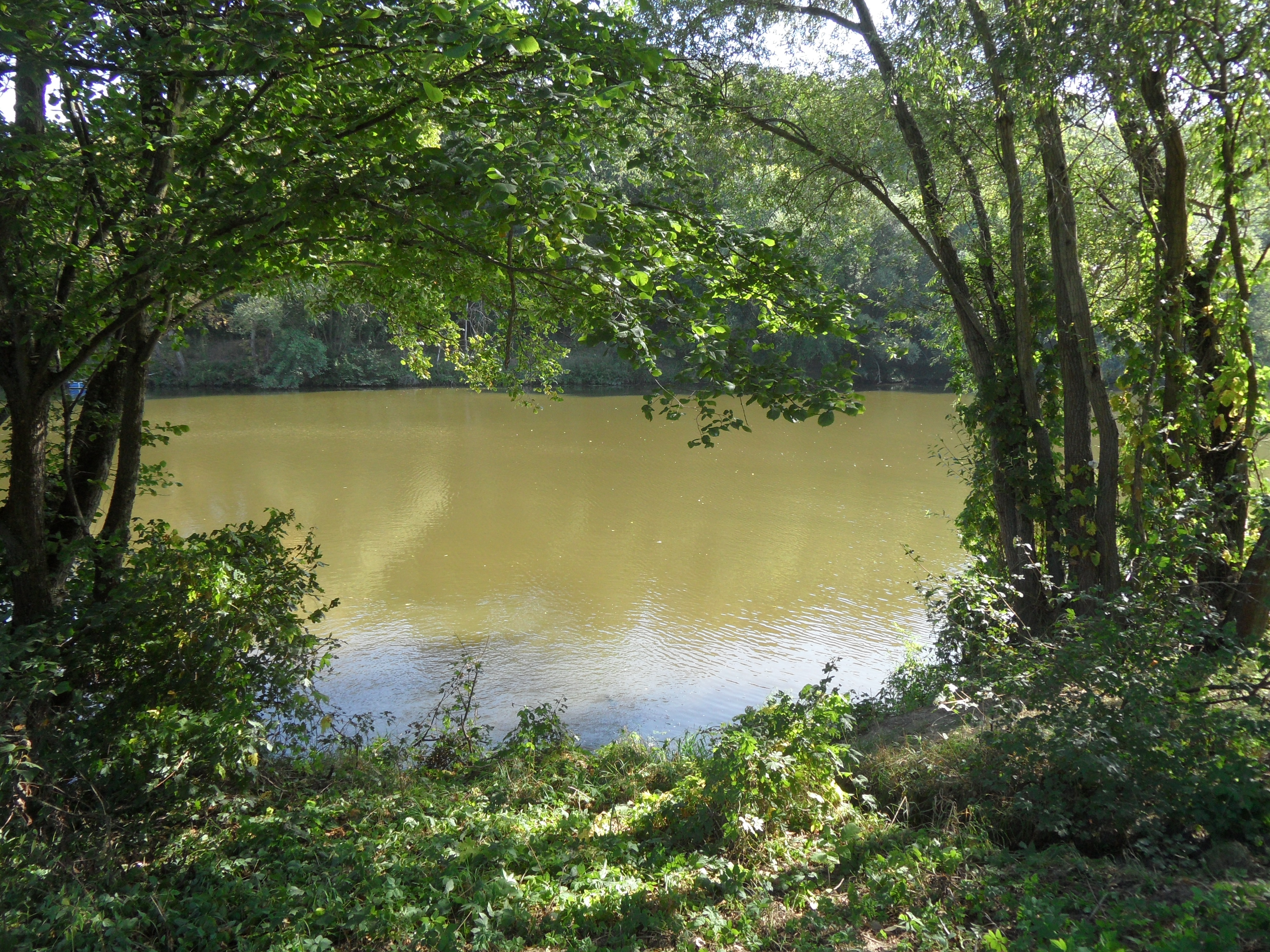
Labe u zastavení 3 naučné stezky
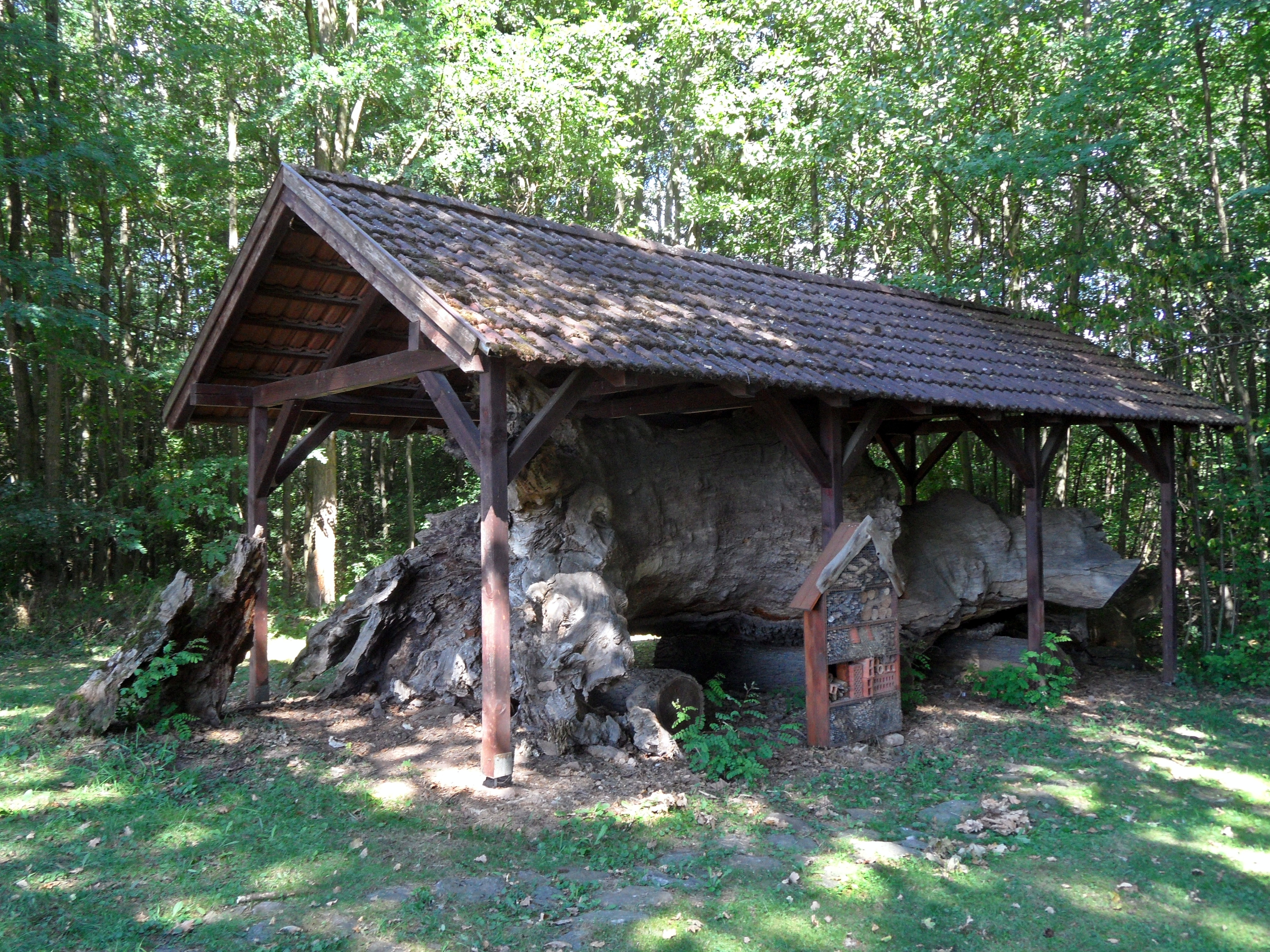
Zastavení 7: detail přístřešku s torzem památného stromu
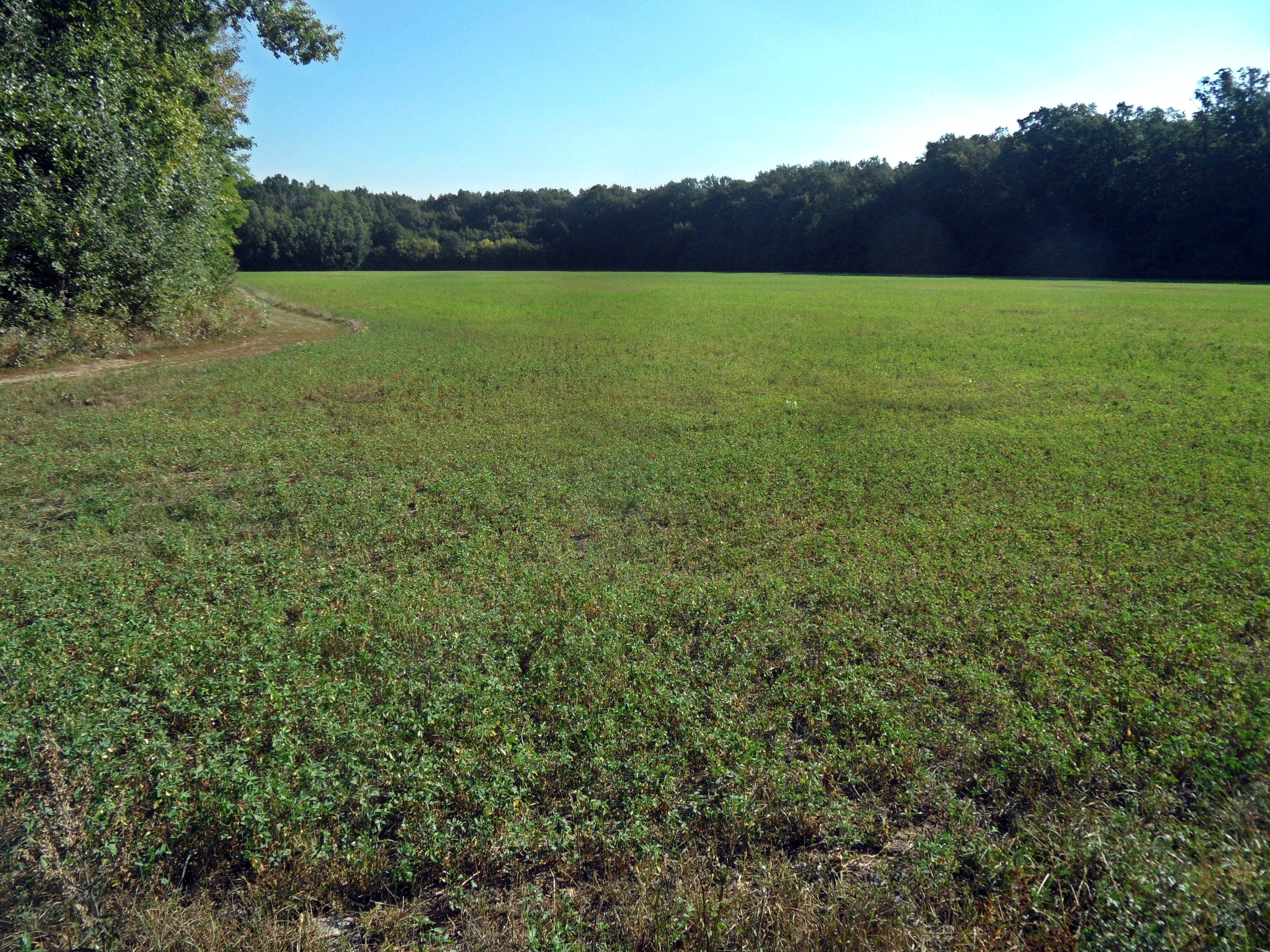
U zastavení 10: bývalé archeologické naleziště, JV cíp jezera
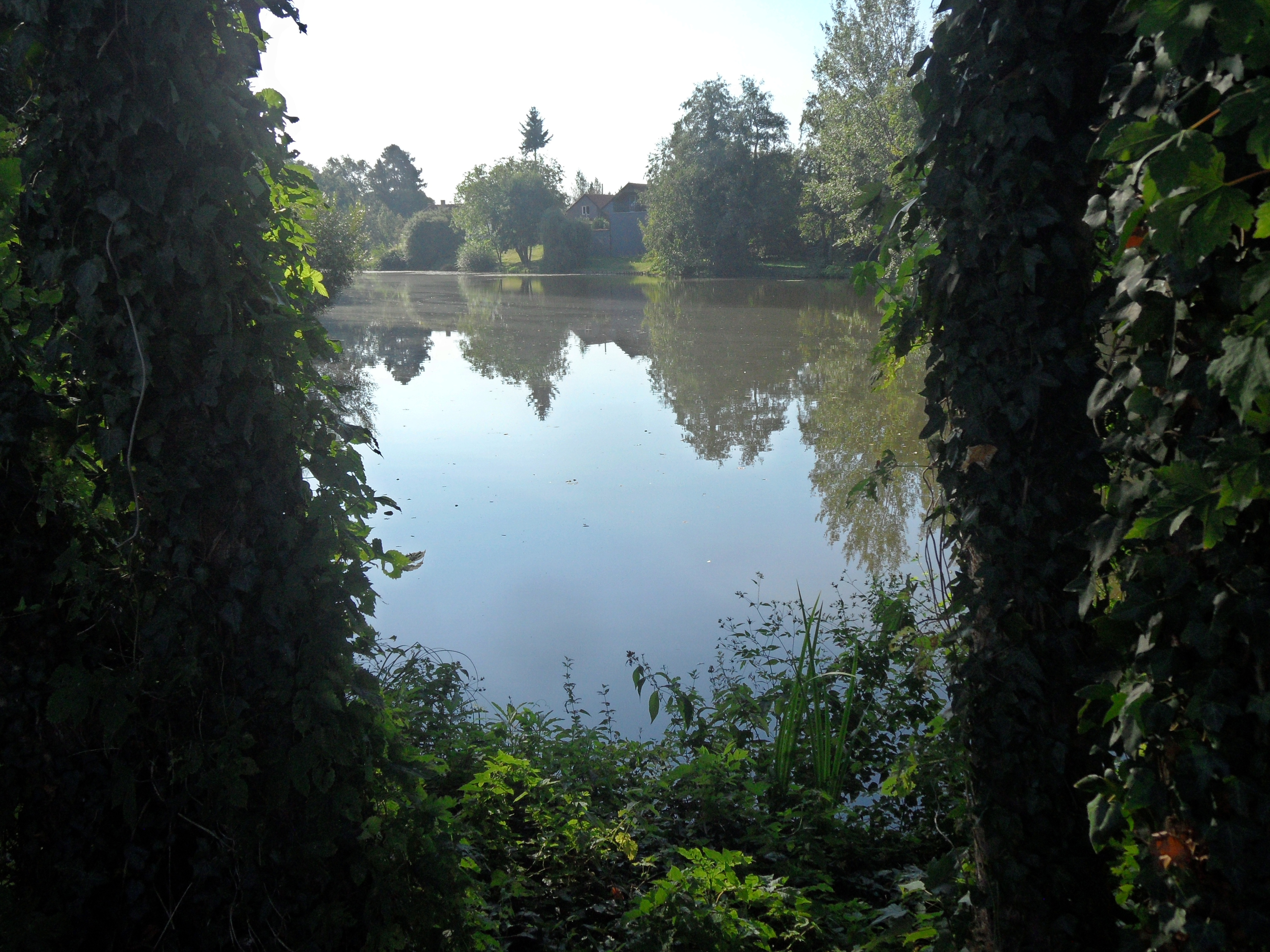
Naučná stezka vede též kolem Starého Labe

### Přístup

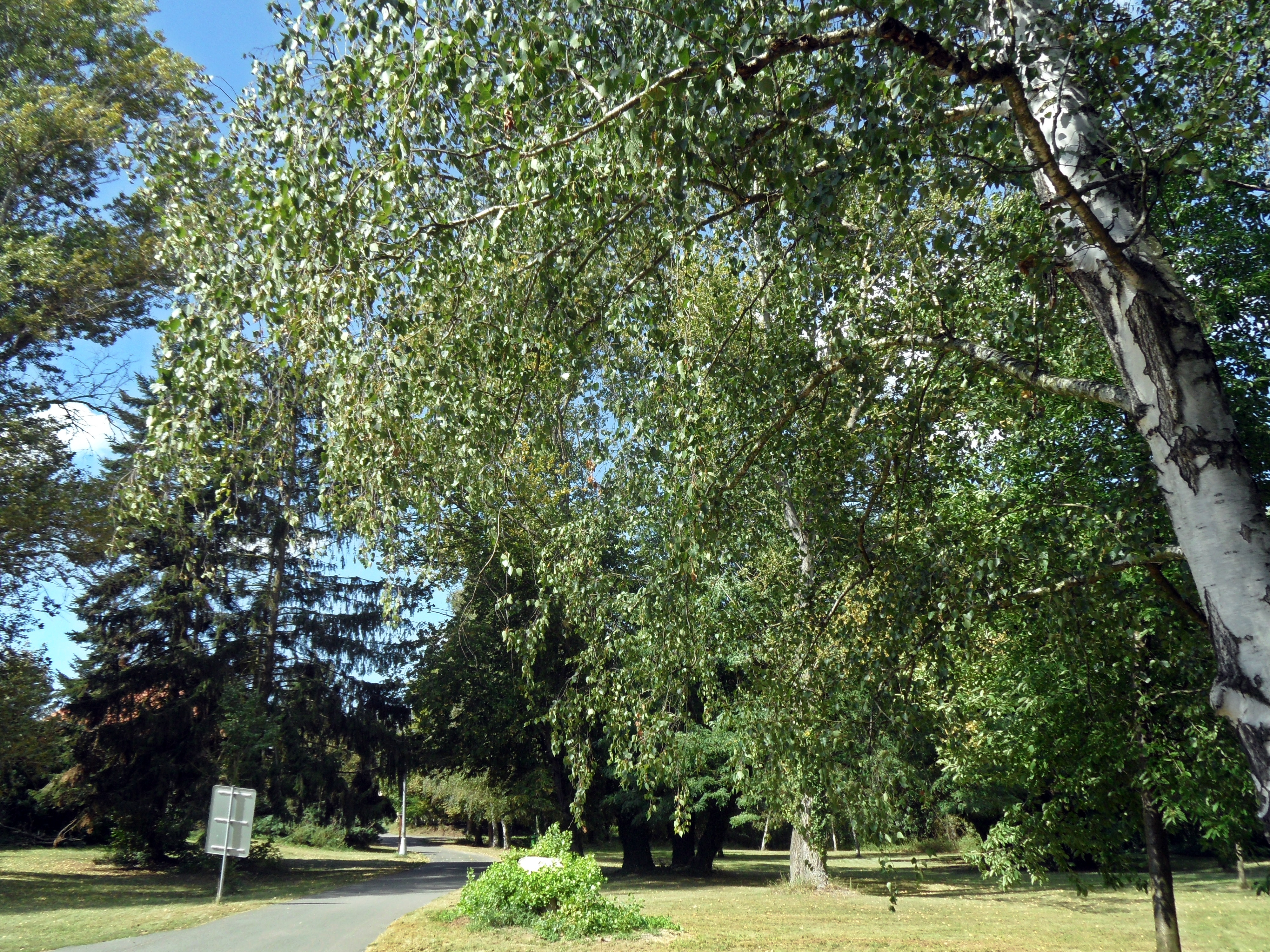
Příjezd k jezeru: po silnici I/38, poté ulicí U Parku a Sportovní (na obrázku).

Autem je možné přijet od Kolína nebo od Poděbrad po silnici I/38, z ní v obci nejprve odbočit do ulice U Parku a poté lze po ulici Sportovní dojet až přímo k jižnímu břehu jezera a ke sportovně rekreačnímu areálu, kde je poměrně malé parkoviště. Odtud je k výchozímu bodu naučné stezky jen několik desítek metrů. Pokud je parkoviště obsazeno, je nutné zaparkovat na jiných místech v obci a do areálu dojít pěšky (parkování na travnatých plochách před jezerem je zakázáno a pokutováno). 
Pěšky nebo na kole je možné přijít či přijet k jezeru po stejné trase (po silnici I/38, poté ulicemi U Parku a Sportovní). Pěšky lze okruh začít i na několika jiných místech. V letním období je zvláště zajímavou možností využít nejprve přívoz Oseček z pravého břehu Labe na levý (nejkratší příjezd je od obce Velký Osek), jsou přepravovány také kočárky a kola. Od přívozu Oseček vede cesta od severu k jihu podél Labe a k zastavení č. 3 naučné stezky to je jen asi 300 metrů.